# Walls
Walls er en techno-duo fra Storbritannien bestående af Sam Willis og Alessio Natalizia.
| Musikgruppe | Spire Denne artikel om en britisk musikgruppe er en spire som bør udbygges. Du er velkommen til at hjælpe Wikipedia ved at udvide den. |